# Spółdzielczy Dom Handlowy „Zenit”
 Spółdzielczy Dom Handlowy „Zenit” (SDH „Zenit”) − modernistyczny budynek domu towarowego  przy katowickim Rynku 12 (róg z ul. Warszawską).
Budynek z przeszkloną bryłą został wzniesiony w latach 1958−1962, według projektu Mieczysława Króla i Juranda Jareckiego, jako jeden z pierwszych obiektów, będących elementem przebudowy Rynku w latach sześćdziesiątych i siedemdziesiątych XX wieku. Gmach oddano do użytku dnia 4 września 1962; jego kubatura wynosi 35 000 m³. W latach 2008−2010 przebudowano elewację budynku. Autorem projektu przebudowy był Rafał Król − syn Mieczysława Króla.
W miejscu dzisiejszego DH „Zenit” w latach 1848−1945 znajdował się najstarszy katowicki hotel − Hotel Welt. Obecnie w DH „Zenit” znajdują się między innymi: siłownia CityFit czynna całą dobę, sklep „Społem” z kawiarenką, dwa banki, prywatne zaoczne liceum uzupełniające, lodziarnia i wiele innych mniejszych punktów usługowych.

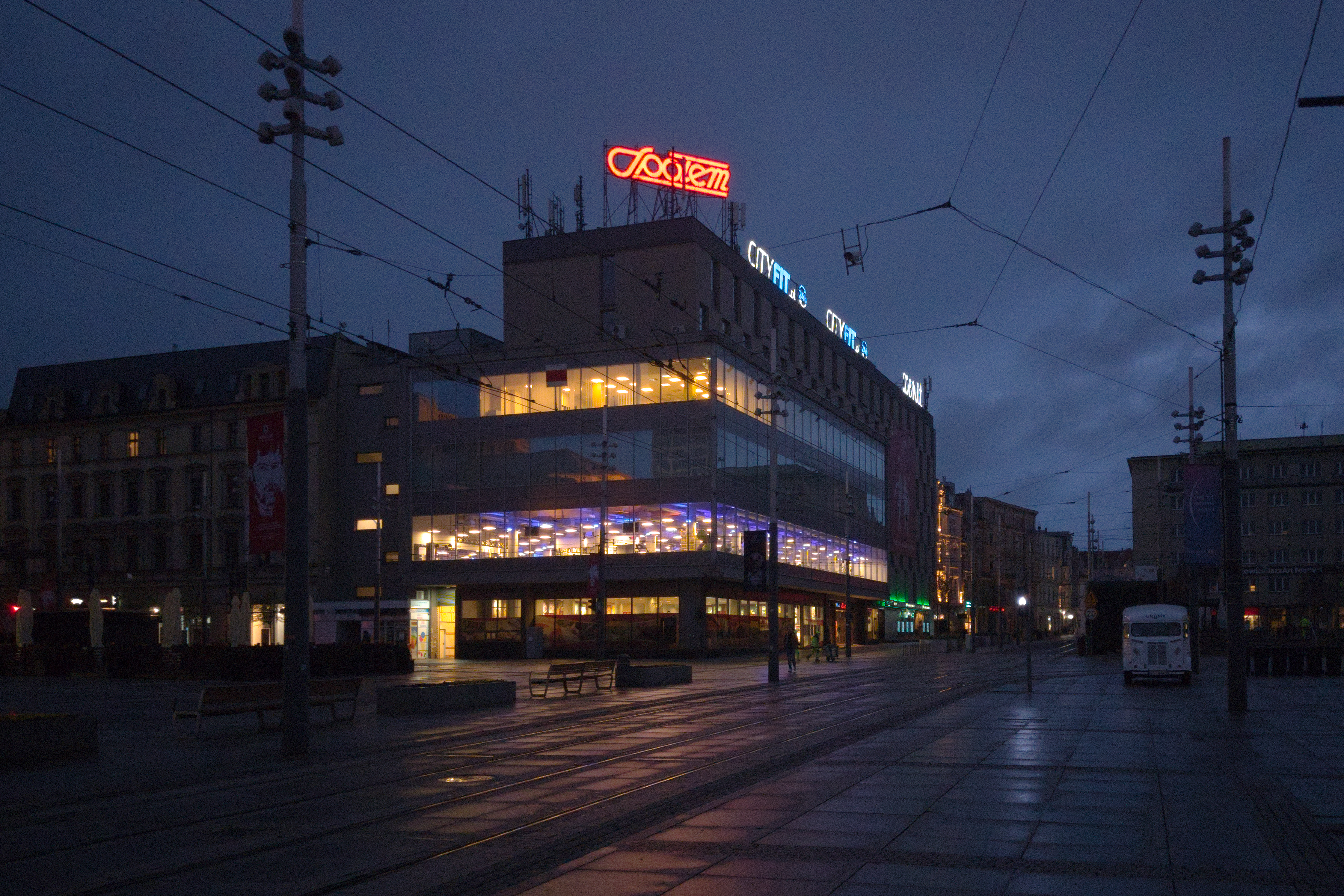
Widok w nocy (2023)